# Kristaps Porziņģis
Kristaps Porziņģis (* 2. August 1995 in Liepāja) ist ein lettischer Basketballspieler, der als Power Forward / Center bei den Atlanta Hawks in der nordamerikanischen Liga NBA unter Vertrag steht. Porziņģis galt als eines der größten Talente im europäischen Basketball und zieht häufig Vergleiche mit Dirk Nowitzki auf sich. 2024 wurde Porziņģis mit Boston NBA-Meister.

## Karriere
Porziņģis begann seine Karriere bei BK Liepājas Lauvas und wechselte im Sommer 2010 nach Spanien zu CDB Sevilla. 2012 gab er sein Debüt in der höchsten spanischen Liga. 2015 wurde Porziņģis zum Eurocup Rising Star ernannt.

### NBA
Am 16. April 2015 gab Porziņģis bekannt, dass er sich zum NBA-Draft 2015 anmelden wird. Er galt als potentieller Lotterypick, der beim NBA-Draft unter den ersten 14 Spielern gehandelt wurde. Am 25. Juni 2015 wurde er von den New York Knicks an vierter Stelle ausgewählt. Am 30. Juli 2015 unterschrieb er einen Vertrag mit den Knicks.
Am 17. November 2015 erzielte Porziņģis beim 102:94-Sieg über die Charlotte Hornets 29 Punkte und holte 11 Rebounds. Für seine guten Leistungen in den Monaten November, Dezember und Januar wurde Porziņģis zum Eastern Conference Rookie of the Month gewählt. Er nahm zudem an der NBA Rising Star Challenge für die Weltauswahl gegen eine US-Auswahl teil und wurde mit 30 Punkten bester Korbschütze seiner Mannschaft. Jedoch unterlag die Weltauswahl der amerikanischen. Porziņģis wurde bei der Wahl zum Rookie of the Year hinter Karl-Anthony Towns Zweiter und erhielt eine Berufung in das NBA All-Rookie First Team, nachdem er seine Auftaktsaison in der NBA mit Mittelwerten von 14,3 Punkten, 7,3 Rebounds und 1,9 geblockten Würfen je Partie (72 Spiele) beendet hatte.
In seinem zweiten Jahr in der Liga (2016/17) schwang er sich mit einem Mittelwert von 18,1 Punkten pro Begegnung zum zweitbesten Werfer der Knicks auf. Auch seine 7,2 Rebounds je Partie bedeuteten mannschaftsintern den zweithöchsten Wert, während er mit zwei geblockten gegnerischen Würfen je Spiel bei den Knicks in dieser Hinsicht führend war.
In seiner dritten NBA-Saison entwickelte sich Porziņģis erneut deutlich weiter. In den ersten Monaten der Saison 2017/18 verzeichnete er im Schnitt 22,7 Punkte und 2,4 Blocks. Beide Statistiken stellen neue persönliche Bestwerte dar. Nach dem Vereinswechsel des Knick'schen Aushängeschilds Carmelo Anthony zu Beginn der laufenden Spielzeit, hatte sich Porziņģis bereits in seiner dritten Saison zum Führungsspieler entwickelt.
Am 7. Februar 2018 zog er sich im Spiel gegen die Milwaukee Bucks im linken Knie einen Riss des Kreuzbands zu und verpasste den Rest der Saison.
Am 31. Januar 2019 wurde er zusammen mit Tim Hardaway Jr., Courtney Lee und Trey Burke für DeAndre Jordan, Wesley Matthews und Dennis Smith Jr. sowie den Erstrunden-Auswahlrechten bei zwei zukünftigen NBA-Draftverfahren zu den Dallas Mavericks getauscht. Seine Rückkehr in den Sport feierte Porziņģis erst beim Saisonstart 2019/20. Porziņģis spielte bis Februar 2022 für die Texaner, kam auf 134 Einsätze, in denen er ausnahmslos in der Anfangsaufstellung stand. Der Lette erzielte für Dallas im Schnitt 20 Punkte, 7,1 Rebounds und 2 geblockte Würfe je Begegnung.
Im Februar 2022 gaben ihn die Texaner an die Washington Wizards ab. Im Gegenzug erhielt Dallas Dāvis Bertāns und Spencer Dinwiddie. Für die Mannschaft aus der US-Hauptstadt erzielte er in 65 Einsätzen im Mittel 23,2 Punkte. Im Juni 2023 kam Porziņģis im Rahmen eines Tauschhandels zu den Boston Celtics. Mit Boston gewann der Lette 2024 den NBA-Meistertitel. Während der Finalserie gegen die Dallas Mavericks litt er unter einer Sprunggelenksverletzung, war deshalb nicht im Vollbesitz seiner Kräfte und musste mit verringerter Einsatzzeit auskommen.
Im Juli 2025 wurde Porziņģis an die Atlanta Hawks abgegeben, die im Gegenzug Boston die Rechte an Georges Niang sowie an einem Draftauswahlrecht übertrugen.

### Nationalmannschaft
Auf internationaler Ebene vertrat Porziņģis die lettische U18-Auswahl bei der U18-Europameisterschaft 2013. Während des Turnierverlaufs erzielte er im Schnitt 11,6 Punkte sowie zehn Rebounds pro Begegnung.
Bei der Europameisterschaft 2017 war er mit einem Punkteschnitt von 23,6 drittbester Werfer des Turniers, sammelte 5,9 Rebounds je Begegnung ein und verbuchte mit 1,9 geblockten Würfen pro Einsatz den Höchstwert aller EM-Teilnehmer.

## Privates
Sein Bruder Jānis Porziņģis ist ebenfalls Basketballspieler und ehemaliger Nationalspieler Lettlands.

## Erfolge und Auszeichnungen
- 1× NBA-Meister: 2024
- 1× NBA All-Star: 2018
- NBA All-Rookie First Team: 2016
- Lettischer Sportler des Jahres 2016, 2017, 2024
- Sieger NBA Skills Challenge 2017

## NBA-Statistik

### Hauptrunde
| Jahr    | Team              | GP  | GS  | MPG  | FG%  | 3P%  | FT%  | RPG | APG | SPG | BPG | PPG  |
| ------- | ----------------- | --- | --- | ---- | ---- | ---- | ---- | --- | --- | --- | --- | ---- |
| 2015–16 | New York          | 72  | 72  | 28.4 | .421 | .333 | .838 | 7.3 | 1.3 | 0.7 | 1.9 | 14.3 |
| 2016–17 | New York          | 66  | 65  | 32.8 | .450 | .357 | .786 | 7.2 | 1.5 | 0.7 | 2.0 | 18.1 |
| 2017–18 | New York          | 48  | 48  | 32.4 | .439 | .395 | .793 | 6.6 | 1.2 | 0.8 | 2.4 | 22.7 |
| 2019–20 | Dallas            | 57  | 57  | 31.8 | .427 | .352 | .799 | 9.5 | 1.8 | 0.7 | 2.0 | 20.4 |
| 2020–21 | Dallas            | 43  | 43  | 30.9 | .476 | .376 | .855 | 8.9 | 1.6 | 0.5 | 1.3 | 20.1 |
| 2021–22 | Dallas/Washington | 51  | 51  | 29.0 | .459 | .310 | .867 | 8.1 | 2.3 | 0.7 | 1.6 | 20.2 |
| 2022–23 | Washington        | 65  | 65  | 32.6 | .498 | .385 | .851 | 8.4 | 2.7 | 0.9 | 1.5 | 23.2 |
| 2023–24 | Boston            | 57  | 57  | 29.6 | .516 | .375 | .858 | 7.2 | 2.0 | 0.7 | 1.9 | 20.1 |
| 2024–25 | Boston            | 42  | 42  | 28.8 | .483 | .412 | .809 | 6.8 | 2.1 | 0.7 | 1.5 | 19.5 |
| Gesamt  | Gesamt            | 501 | 500 | 30.8 | .461 | .366 | .829 | 7.8 | 1.8 | 0.7 | 1.8 | 19.6 |

### Play-offs
| Saison  | Team   | GP | GS | MPG  | FG % | 3P % | FT % | RPG | APG | SPG | BPG | PPG  |
| ------- | ------ | -- | -- | ---- | ---- | ---- | ---- | --- | --- | --- | --- | ---- |
| 2019–20 | Dallas | 3  | 3  | 31.5 | .525 | .529 | .870 | 8.7 | 0.7 | 0.0 | 1.0 | 23.7 |
| 2020–21 | Dallas | 7  | 7  | 33.3 | .472 | .296 | .842 | 5.4 | 1.3 | 1.3 | 0.7 | 13.1 |
| 2023–24 | Boston | 7  | 4  | 23.6 | .467 | .345 | .909 | 4.4 | 1.1 | 0.7 | 1.6 | 12.3 |
| 2024–25 | Boston | 11 | 7  | 21.0 | .316 | .154 | .689 | 4.6 | 0.7 | 0.9 | 0.8 | 7.7  |
| Gesamt  | Gesamt | 28 | 21 | 25.8 | .430 | .313 | .798 | 5.2 | 1.0 | 0.9 | 1.0 | 11.9 |